# Hippocrepis fruticescens
Hippocrepis fruticescens är en ärtväxtart som beskrevs av fader Sennen. Hippocrepis fruticescens ingår i släktet hästskoklövrar, och familjen ärtväxter. Inga underarter finns listade i Catalogue of Life.